# Auroantimonato
L'auroantimonato è un minerale non riconosciuto dall'IMA perché la specie non è stata descritta in modo sufficientemente preciso. Il nome deriva dalla sua composizione (oro ed antimonio).